# Francisco de Miranda
Sebastián Francisco de Miranda Rodríguez (n. 28 martie 1750 - d. 14 iulie 1818), cunoscut ca Francisco de Miranda, a fost un revoluționar venezuelan. 
Cu toate că planurile sale pentru independența coloniilor spaniole din America au eșuat, Miranda este considerat un precursor al lui Simón Bolívar, care în timpul Războiului de Independență a eliberat teritorii vaste din America de Sud. Miranda a avut o viață aventuroasă și romantică, dorind să elibereze și să unifice toate coloniile spaniole din America. Planurile sale au luat sfârșit în 1812, când a fost capturat și predat inamicilor săi, decedând patru ani mai târziu într-o închisoare spaniolă.